# Urotriainus
Genre
Urotriainus est un genre de coléoptères de la famille des Ptiliidae.